# Katarina av Mecklenburg
Katarina av Mecklenburg, född 1487, död 6 juni 1561 i Torgau, var hertiginna av Sachsen 1539-1541. Hon gifte sig 6 juli 1512 i Freiberg med hertig Henrik IV av Sachsen.
Hon sympatiserade tidigt med Martin Luthers lära och var den drivande kraften bakom införandet av reformationen i Albertinska Sachsen.